# Finalen av Europacupen i fotboll 1974/1975
Finalen av Europacupen i fotboll 1974/1975 spelades på Parc des Princes, Paris, den 28 maj 1975 mellan engelska Leeds United och tyska Bayern München. Bayern München var i sin andra raka final (och vad som kom att bli den andra av tre vunna Europacupfinaler i följd) med ett lag som innehöll många erkänt skickliga spelare såsom Franz Beckenbauer, Gerd Müller och Uli Hoeneß. Samtliga hade varit tongivande i det västtyska landslag som vunnit världsmästerskapet året innan och laget var följaktligen stora favoriter till att vinna finalen. 
För Leeds United, som det andra engelska lag att nå finalen efter Manchester United 1968, var matchen höjdpunkten på de Gyllene Åren för laget som byggts upp av dess förre manager Don Revie och som dominerat engelsk fotboll under en 10-årsperiod. Det ytterst erfarna, men nu till åren komna, spelarna i laget hade enbart mäktat med en nionde plats i ligan under säsongen. Den här finalen skulle komma att bli klubbens sista framträdande i en större final fram till engelska ligacupfinalen 1996.
Tyvärr kom spelet lite i skymundan då matchen främst blev ihågkommen på grund av de många kontroversiella domsluten och publikupploppet som följd.

## Lagens väg till finalen
Resultaten står i favör till respektive lag.
| Bayern München | Bayern München | Bayern München | Bayern München | Omgång        | Leeds United  | Leeds United | Leeds United | Leeds United |
| -------------- | -------------- | -------------- | -------------- | ------------- | ------------- | ------------ | ------------ | ------------ |
| Motståndare    | Resultat       | Resultat       | Resultat       |               | Motståndare   | Resultat     | Resultat     | Resultat     |
| Motståndare    | Hemma          | Borta          | Totalt         | Hemma         | Motståndare   | Borta        | Totalt       |              |
|                |                |                |                | Omgång 1      | Zürich        | 4–1          | 1–2          | 5–3          |
| Magdeburg      | 3–2            | 1–2            | 5–3            | Omgång 2      | Újpesti Dózsa | 3–0          | 2–1          | 5–1          |
| Ararat Jerevan | 2–0            | 0–1            | 2–1            | Kvartsfinaler | Anderlecht    | 3–0          | 1–0          | 4–0          |
| Saint-Étienne  | 2–0            | 0–0            | 2–0            | Semifinaler   | Barcelona     | 2–1          | 1–1          | 3–2          |

## Matchsummering
Tvärtemot förhandstipsen var det Leeds som började matchen bäst och dominerade spelet medan Bayern spelade en försiktig defensiv. Bayern vann med 2–0 efter två kontringar sent i andra halvlek men under kontroversiella omständigheter med flera tveksamma domslut av den franske domaren Michel Kitabdjian.

### Kitabdjian och matchfixing
Matchen är än idag ytterst omdiskuterad och kontroversiell. Den slutade i publikuppror efter en serie av kontroversiella domslut av den franske domaren Michel Kitabdjian, de mest uppmärksammade är när han i andra halvleken vid ställningen 0-0 dömde bort ett till synes helt regelrätt mål av Peter Lorimer samt underlät att döma straff för Leeds vid två andra tillfällen. Kitabdjian kom senare att bli avstängd från att döma på grund anklagelser om uppgjorda matcher i samband med andra turneringar.
Publikupproret hade till följd att Leeds blev avstängt från allt europacupspel under 4 års tid (senare reducerat till 2 år efter överklagan).
Straffet trädde aldrig i kraft i och med att Leeds nedgång i prestation började under den här period och laget därmed inte kvalificerade sig till spel i de europeiska cuperna före säsongen 1991/92.
Under matchen drabbades Bayerns landslagsspelare (och nuvarande klubbpresidenten) Uli Hoeneß av en allvarlig knäskada i den 42:a minuten som slutligen gjorde att han blev tvungen att sluta som spelare vid 27 års ålder.

### Efterspel
Trots att det är länge sedan så hålls minnet av den kontroversiella finalen kvar bland Leeds supportrar genom att de i halvtidspaus sjunger ramsan ”Vi är mästarna, mästarna av Europa” (We are the Champions, Champions of Europe). Ramsan genomsyras av bitterheten och känslan av att allt inte gick rätt till under Europacupfinalen 1975 utan att de blev bestulna på segern.
Bayern kom att etablera sig som en av Europas verkliga toppklubbar genom att även vinna 1976 års final och därmed vinna tre år i rad, deras fjärde titel skulle dock dröja ända tills 2001. 
Detta var det andra framträdandet av ett engelskt lag i Europacupfinalen men kom att bana väg för en dominans av engelska ligaklubbar som vinnare av Europacupen genom Liverpool (1977, 1978, 1981 och 1984, Aston Villa (1982) och Nottingham Forest (1979 och 1980). Våldet och den långa avstängningen av Leeds skulle dock förebåda de tragiska händelserna i samband med finalen på Heysel Stadium 10 år senare.

## Matchen
|  | 28 maj 1975 20:15 UTC+1 | Parc des Princes000 Paris000 |

| Bayern München | Bayern München                 | 2 – 0           | Leeds United | Leeds United |
| Bayern München | Franz Roth 71′ Gerd Müller 81′ | (1 – 0) Rapport |              | Leeds United |
|                |                                |                 |              |              |

| Startelva:     |    |                          |     |     |
|                |    |                          |     |     |
| MV             | 1  | Sepp Maier               |     |     |
| HB             | 3  | Björn Andersson          |     | 4′  |
| MB             | 5  | Franz Beckenbauer        |     |     |
| MB             | 4  | Hans-Georg Schwarzenbeck | 20' |     |
| VB             | 2  | Bernd Dürnberger         |     |     |
| HM             | 6  | Franz Roth               |     |     |
| CM             | 8  | Rainer Zobel             |     |     |
| VM             | 11 | Jupp Kapellmann          |     |     |
| HA             | 7  | Conny Torstensson        |     |     |
| CA             | 9  | Gerd Müller              |     |     |
| VA             | 10 | Uli Hoeneß               |     | 42′ |
| Inhoppare:     |    |                          |     |     |
| MF             | 13 | Sepp Weiß                |     | 4′  |
| A              | 12 | Klaus Wunder             |     | 42′ |
|                |    |                          |     |     |
|                |    |                          |     |     |
|                |    |                          |     |     |
|                |    |                          |     |     |
|                |    |                          |     |     |
|                |    |                          |     |     |
|                |    |                          |     |     |
|                |    |                          |     |     |
|                |    |                          |     |     |
|                |    |                          |     |     |
|                |    |                          |     |     |
| Tränare:       |    |                          |     |     |
| Dettmar Cramer |    |                          |     |     |

| Startelva:     |    |               |     |     |
|                |    |               |     |     |
| MV             | 1  | David Stewart |     |     |
| HB             | 2  | Paul Reaney   | 7'  |     |
| MB             | 5  | Paul Madeley  |     |     |
| MB             | 6  | Norman Hunter | 83' |     |
| VB             | 3  | Frank Gray    |     |     |
| HM             | 7  | Peter Lorimer |     |     |
| CM             | 4  | Billy Bremner |     |     |
| CM             | 10 | Johnny Giles  |     |     |
| VM             | 11 | Terry Yorath  |     | 80′ |
| CA             | 9  | Joe Jordan    |     |     |
| CA             | 8  | Allan Clarke  |     |     |
| Inhoppare:     |    |               |     |     |
| A              | 15 | Eddie Gray    |     | 80′ |
|                |    |               |     |     |
|                |    |               |     |     |
|                |    |               |     |     |
|                |    |               |     |     |
|                |    |               |     |     |
|                |    |               |     |     |
|                |    |               |     |     |
|                |    |               |     |     |
|                |    |               |     |     |
|                |    |               |     |     |
|                |    |               |     |     |
|                |    |               |     |     |
| Tränare:       |    |               |     |     |
| Jimmy Armfield |    |               |     |     |

| Domare: Michel Kitabdjian (Frankrike) | Publik: 48 374 |  |